# Mudshovel
Mudshovel è un singolo del gruppo rock statunitense Staind, il terzo estratto dall'album Dysfunction.

## Il concept
La canzone parla di un tradimento, il cantante Aaron Lewis si riferisce in maniera indiretta al rapporto tra sua madre e suo padre e al loro divorzio, descrivendo le sensazioni e tutto ciò che si prova di fronte ad una situazione simile.

## Versioni precedenti
La prima versione di questa canzone fu registrata nell'anno 1995 e inclusa nel loro album di debutto Tormented del 1996. Ci sono differenze sostanziali tra le due versioni, la prima viene chiamata Mudshuvel e presenta un sound più legato al noise e al groove metal dei Pantera, ed è pertanto più aggressiva, la seconda invece presenta un sound più legato all'alternative metal.

## Video musicale
Il video vede alternarsi scene che raccontano di un tradimento e scene in cui la band suona dentro un'arena circondata da persone impazzite che si contorcono e si stringono una addosso all'altra, con il cantante Aaron che a momenti è chiuso dentro una gabbia e a momenti è al centro dell'arena, insieme al resto della band.

## Media
Mudshovel è presente nella colonna sonora del gioco NHL Hitz 2002.

## Tracce
Singolo promozionale
1. Mudshovel (LP Version Clean) – 4:41

## Formazione
- Aaron Lewis - voce, chitarra ritmica
- Mike Mushok - chitarra solista
- Johnny April - basso
- Jon Wysocki - batteria

## Classifiche
| Classifica                      | Posizione |
| ------------------------------- | --------- |
| Billboard Mainstream Rock Songs | 10        |
| Billboard Modern Rock Tracks    | 14        |